# 피부 묘기증
피부묘기증(皮膚描記症, 영어: dermatographic urticaria, dermographism, dermatographism) 또는 피부그림증(skin writing)은 총 인구 중 4~5%에 영향을 미치는 가장 흔한 형태의 두드러기 가운데 하나이자 피부 질환이다.

## 증상
물리적입 압박 하에서는 약한 피부막이 쉽게, 그리고 빠른 속도로 악화되어 알레르기와 같은 반응을 일으킬 수 있는데, 일반적으로 온화하고 붉은 발진이 피부에 나타난다. 긁어서 생기는, 물체에 대한 알레르기 반응과 혼동할 수도 있다.

## 병인
이 증상은 다음에 의해 유발될 수 있다:
- 스트레스
- 타이트한 옷 착용
- 손목시계
- 유리
- 열기
- 추위
- 피부에 대한 압박
- 감염

## 해결
아주 예민하거나 간지러워서 긁었을경우 더 간지럽고 심하게 부어오르는 중증 피부묘기증일 경우 항히스타민제를 하루 1정을 반으로 쪼깨 2회 복용하면 된다.